# Джупинівка
Джупинівка  — місцевість у місті Іллінці. Колишнє село, адміністративний центр однойменної сільської ради.

## Історія
Згадується в історичних документах XVIII століття як Ольшанка — передмістя Линців (тепер — Іллінці). За Географічним словником Королівства Польського, у другій половині XIX століття поселення входило до складу Липовецького повіту Київської губернії, було передмістям містечка Іллінці.
У 1905 році в селі відбувалися виступи проти поміщиків.
В радянські часи — адміністративний центр однойменної сільської ради Іллінецького району Вінницької області. Сільській раді підпорядковувалися селище Іллінецьке та села Павлівка, Романово-Хутір та Слобідка. У селі розміщувалася центральна садиба колгоспу багатогалузевого напрямку, який обробляв 3 813 га земель, з яких 3 135 га — рілля. В селі були школа, 3 бібліотеки, клуб, медпункт, їдальня.
Розташовувалося на лівому березі річки Соб, за 3 км від Іллінців, за 16 км від найближчої залізничної станції Липовець.
22 травня 1986 року, відповідно до рішення виконавчого комітету Вінницької обласної ради, село включене у межі селища міського типу Іллінці Вінницької області.

### Населення
На початок 1970-х років чисельність населення становила 1 863 особи.